# Neodon
A Neodon az emlősök (Mammalia) osztályának rágcsálók (Rodentia) rendjébe, ezen belül a hörcsögfélék (Cricetidae) családjába tartozó nem.

## Rendszerezés
A nembe az alábbi 4 faj tartozik:
- Neodon forresti Hinton, 1923
- Neodon irene Thomas, 1911 - szinonimája: Microtus irene
- boróka-földipocok (Neodon juldaschi) Severtzov, 1879 - szinonimája: Microtus yuldaschi
- himalájai földipocok (Neodon sikimensis) Horsfield, 1841 - típusfaj; szinonimája: Microtus sikimensis